# Hercules (1983)
Hercules (bra Hércules 85, ou Hércules 87) é um filme ítalo-estadunidense de 1983 dirigido por Luigi Cozzi e estrelado por Lou Ferrigno, baseado na mitologia grega.
Em parte da aventura, Hércules luta contra robôs gigantes (animados em stop motion). A trilha sonora foi composta por Pino Donaggio.
Apesar de não ser um sucesso de crítica e bilheteria, o filme tornou-se uma espécie de cult entre o público. Teve uma sequência, The Adventures of Hercules (também estrelado por Ferrigno e escrito e dirigido por Cozzi) foi lançado em 1985.

## Sinopse
Hércules, o mais poderoso de todos os semideuses, desce à Terra para fazer justiça. Enquanto enfrenta o feiticeiro Minos, o herói corteja o amor de uma princesa.

## Elenco principal
- Lou Ferrigno
- Sybil Danning
- Brad Harris
- Ingrid Anderson
- William Berger
- Rossana Podestà
- Mirella D'Angelo
- Bobby Rhodes
- Gianni Garko
- Yehuda Efroni
- Delia Boccardo
- Claudio Cassinelli
- Franco Garofalo
- Gabriella Giorgelli
- Raf Baldassarre
- Eva Robin

## Prêmios
O filme recebeu cinco indicações no Framboesa de Ouro: pior roteiro, pior ator (Lou Ferrigno), pior revelação (Lou Ferrigno) e pior filme. Venceu em duas: pior atriz coadjuvante e pior revelação.